# Documento de divulgación de franquicias
Documento de Divulgación de Franquicias (FDD, por sus siglas en inglés) es un documento legal que los franquiciadores deben proporcionarle a los franquiciados, según lo regulado por la Comisión Federal de Comercio de Estados Unidos. Se debe presentar por lo menos diez (10) días antes de la firma del contrato de franquicia. Independientemente de la industria el documento contiene información acerca de una operación de franquicia y ayuda a los franquiciados a analizar los méritos de un franquiciador. Por lo tanto, contiene un franquiciador y predecesores cualquiera, historia procesal, concursal, de venta de la tarifa inicial de franquicia otros pagos iniciales, otros costos y gastos, estado de franquiciado de inversión inicial, obligaciones del franquiciado para comprar o alquilar a partir de fuentes designadas, obligaciones del franquiciado a la compra o arrendamiento, de acuerdo con las especificaciones o de proveedores autorizados, la financiación de acuerdos, obligaciones del franquiciador; como otros la supervisión, asistencia o servicios, exclusivo/zona de ordenación del territorio, marcas registradas, marcas de servicio, nombres comerciales, logotipos y símbolos comerciales, patentes y derechos de autor, obligaciones del franquiciado para participar en la operación real de la franquicia, las restricciones en los productos y servicios ofrecidos por la franquicia, renovación, terminación, de recompra, modificación y cesión del contrato de franquicia e información relacionada, acuerdos con personalidades, real, promedio, proyectados o pronosticadas franquicia de ventas, utilidades o ganancias, la información sobre franquicias del franquiciador, estados financieros, contratos y acuse de recibo de franquicia respectivas.

### Documento de divulgación de franquicias en los Estados Unidos ==
La terminología clave explica que un Franchise Disclosure Document (FDD) es un documento legal que se le entrega a los franquiciados potenciales en la etapa de divulgación de información antes de la venta.
El Documento de Divulgación de la Franquicia bajo la ley federal y luego según lo aprobado por los estados es la imagen en el tiempo. Es la información que se requiere obtener. A través de este documento se puede obtener toda esta información de divulgación sobre los principios de la franquicia a adquirir, sobre su estrategia y todo lo relacionada con la franquicia en sí. 
El FDD, por ejemplo, permite comparar un restaurante Subway, con una franquicia de limpieza, con una franquicia de jardinería, con una franquicia de pintura, con un McDonald’s. 
El FDD, en síntesis, es la información que va a utilizar un inversionista para lograr entender la inversión que está haciendo.